# Natație la Jocurile Olimpice de vară din 2024 - 100 m bras (feminin)
Proba de înot 100 de metri bras feminin de la Jocurile Olimpice de vară din 2024 a avut loc în perioada 28-29 iulie 2024 la Paris Aquatics Centre.

## Recorduri
Înaintea acestei competiții, recordurile mondiale și olimpice erau următoarele:
| Record  | Atlet               | Timp    | Loc                | Data          |
| ------- | ------------------- | ------- | ------------------ | ------------- |
| Mondial | Lilly King (USA)    | 1:04,13 | Budapesta, Ungaria | 25 iulie 2017 |
| Olimpic | Tatjana Smith (RSA) | 1:04,82 | Tokyo, Japonia     | 25 iulie 2021 |

## Program
Orele sunt ora Franței (UTC+1) 
| Data                    | Timp  | Etapă      |
| ----------------------- | ----- | ---------- |
| Duminică, 28 iulie 2024 | 10:00 | Calificări |
| Duminică, 28 iulie 2024 | 19:37 | Semifinale |
| Luni, 29 iulie 2024     | 17:30 | Finala     |

## Rezultate

### Calificări
Înotătoarele cu cei mai buni 16 timpi au avansat în semifinale.
| Loc | Serie | Culoar | Înotător            | Țară                       | Timp    | Note    |
| --- | ----- | ------ | ------------------- | -------------------------- | ------- | ------- |
| 1   | 4     | 5      | Tatjana Smith       | Africa de Sud              | 1:05,00 | CS      |
| 2   | 5     | 4      | Tang Qianting       | China                      | 1:05,63 | CS      |
| 3   | 5     | 3      | Mona McSharry       | Irlanda                    | 1:05,74 | CS      |
| 4   | 4     | 6      | Satomi Suzuki       | Japonia                    | 1:06,04 | CS      |
| 5   | 3     | 4      | Lilly King          | Statele Unite ale Americii | 1:06,10 | CS      |
| 6   | 5     | 5      | Benedetta Pilato    | Italia                     | 1:06,19 | CS      |
| 7   | 3     | 2      | Anastasia Gorbenko  | Israel                     | 1:06,22 | CS, Ret |
| 8   | 5     | 7      | Eneli Jefimova      | Estonia                    | 1:06,24 | CS      |
| 9   | 4     | 4      | Rūta Meilutytė      | Lituania                   | 1:06,34 | CS      |
| 10  | 4     | 1      | Alina Zmushka       | AIN                        | 1:06,37 | CS      |
| 10  | 3     | 6      | Lisa Angiolini      | Italia                     | 1:06,37 | CS      |
| 12  | 3     | 5      | Angharad Evans      | Marea Britanie             | 1:06,38 | CS      |
| 13  | 5     | 6      | Sophie Hansson      | Suedia                     | 1:06,66 | CS      |
| 14  | 4     | 3      | Tes Schouten        | Olanda                     | 1:06,69 | CS      |
| 15  | 5     | 2      | Kotryna Teterevkova | Lituania                   | 1:06,76 | CS      |
| 16  | 4     | 8      | Macarena Ceballos   | Argentina                  | 1:06,89 | CS      |
| 17  | 4     | 7      | Yang Chang          | China                      | 1:06,91 | CS      |
| 18  | 5     | 8      | Sophie Angus        | Canada                     | 1:06,93 |         |
| 19  | 3     | 3      | Reona Aoki          | Japonia                    | 1:06,98 |         |
| 20  | 3     | 1      | Anna Elendt         | Germania                   | 1:07,00 |         |
| 21  | 5     | 1      | Dominika Sztandera  | Polonia                    | 1:07,22 |         |
| 22  | 2     | 4      | Jenna Strauch       | Australia                  | 1:07,27 |         |
| 23  | 3     | 8      | Lisa Mamié          | Elveția                    | 1:07,65 |         |
| 23  | 4     | 2      | Emma Weber          | Statele Unite ale Americii | 1:07,65 |         |
| 25  | 3     | 7      | Letitia Sim         | Singapore                  | 1:07,75 |         |
| 26  | 2     | 3      | Ida Hulkko          | Finlanda                   | 1:08,73 |         |
| 27  | 2     | 5      | Jessica Vall        | Spania                     | 1:08,78 |         |
| 28  | 2     | 6      | Kristýna Horská     | Cehia                      | 1:08,96 |         |
| 29  | 2     | 2      | Stefanía Gómez      | Columbia                   | 1:09,16 |         |
| 30  | 2     | 7      | Emily Santos        | Panama                     | 1:09,94 |         |
| 31  | 2     | 1      | Lynn El Hajj        | Liban                      | 1:10,27 |         |
| 32  | 2     | 8      | Lanihei Connolly    | Insulele Cook              | 1:10,45 |         |
| 33  | 1     | 4      | Rouxin Tan          | Malaezia                   | 1:12,50 |         |
| 34  | 1     | 5      | Imane El Barodi     | Maroc                      | 1:14,57 |         |
| 35  | 1     | 3      | Ellie Shaw          | Antigua și Barbuda         | 1:14,78 |         |
| 36  | 1     | 6      | Aminata Barrow      | Gambia                     | 1:15,12 |         |
| 37  | 1     | 2      | Lara Dashti         | Kuweit                     | 1:15,67 |         |

### Semifinale
Primii 8 înotători cu cei mai buni timpi au avansat în finală.
| Loc | Serie | Culoar | Înotător            | Țară                       | Timp    | Note  |
| --- | ----- | ------ | ------------------- | -------------------------- | ------- | ----- |
| 1   | 2     | 4      | Tatjana Smith       | Africa de Sud              | 1:05,00 | C     |
| 2   | 2     | 5      | Mona McSharry       | Irlanda                    | 1:05,51 | C, RN |
| 3   | 2     | 3      | Lilly King          | Statele Unite ale Americii | 1:05,64 | C     |
| 4   | 1     | 4      | Tang Qianting       | China                      | 1:05,83 | C     |
| 5   | 1     | 2      | Alina Zmushka       | AIN                        | 1:05,93 | C, RN |
| 6   | 2     | 7      | Angharad Evans      | Marea Britanie             | 1:05,99 | C     |
| 7   | 1     | 3      | Benedetta Pilato    | Italia                     | 1:06,12 | C     |
| 8   | 2     | 6      | Eneli Jefimova      | Estonia                    | 1:06,23 | C     |
| 9   | 1     | 6      | Lisa Angiolini      | Italia                     | 1:06,39 |       |
| 10  | 2     | 1      | Tes Schouten        | Olanda                     | 1:06,56 |       |
| 11  | 2     | 2      | Rūta Meilutytė      | Lituania                   | 1:06,89 |       |
| 12  | 1     | 5      | Satomi Suzuki       | Japonia                    | 1:06,90 |       |
| 13  | 1     | 7      | Sophie Hansson      | Suedia                     | 1:06,96 |       |
| 14  | 1     | 8      | Yang Chang          | China                      | 1:07,20 |       |
| 15  | 2     | 8      | Macarena Ceballos   | Argentina                  | 1:07,31 |       |
| 16  | 1     | 1      | Kotryna Teterevkova | Lituania                   | 1:07,48 |       |

### Finala
Rezultate finală.
| Loc | Culoar | Înotător         | Țară                       | Timp    | Note |
| --- | ------ | ---------------- | -------------------------- | ------- | ---- |
| 1   | 4      | Tatjana Smith    | Africa de Sud              | 1:05,28 |      |
| 2   | 6      | Tang Qianting    | China                      | 1:05,54 |      |
| 3   | 5      | Mona McSharry    | Irlanda                    | 1:05,59 |      |
| 4   | 1      | Benedetta Pilato | Italia                     | 1:05,60 |      |
| 4   | 3      | Lilly King       | Statele Unite ale Americii | 1:05,60 |      |
| 6   | 7      | Angharad Evans   | Marea Britanie             | 1:05,85 |      |
| 7   | 8      | Eneli Jefimova   | Estonia                    | 1:06,50 |      |
| 8   | 2      | Alina Zmushka    | AIN                        | 1:06,54 |      |